# Jasenak-mező
A Jasenak-mező (horvátul: Jasenačko polje) egy karsztmező, Horvátország egyik tájegysége Ogulin városától 15-km-re nyugatra.

## Fekvése
A Jasenak-mező a Nagy-Kapela magaslatai, a Bjelolasica (1534 m), a Debeli vrh (1050 m) és a Jasenačka kosa (1012 m) csúcsa között fekszik. Két részből, Alsó- és Felső-mezőből (Gornjega i Donjega polja) áll. Átfolyik rajta a Jasenak-patak, amely időnként elönti. A mező szélén halad át a Rudolfina út (Ogulin-Zengg főút). Délkeleti részén fekszik a 226 lakosú (2011) Jasenak falu. A Bjelolasica-csúcsra, a Bijele és a Samarske sziklákhoz vezető hegyi túrautak fő kiindulópontja.

## Története
Ez a terület a 15. században a Frangepánok modrusi uradalmához tartozó Krakar része volt, melyet 1486-ban említ először a modrusi urbárium. Lakosainak ősei szerb pásztorok voltak, akiket a vlach jog alapján 1632-ben telepített Frangepán Gáspár ogulini várkapitány a török hódoltsági területekről, főként Cazin vidékéről a Nagy-Kapela hegyei közé. A katonai határőrvidék létrehozásával az itteniek kiváltságaik fejében határőr szolgálatra voltak kötelezve, sokan közülük a határ különböző szakaszain szolgáltak. A helyi lakosság azt tartja, hogy az első szerbek Gomirjéről érkezett pásztorok voltak. Nevét kőrisfában (jasen) gazdag határáról kapta. A legenda szerint néhány ember barangolt az erdőben, és amikor egy tisztásra értek, gyönyörű kőrisfákat láttak, végül itt telepedtek le. Jasenak faluban még mindig sok a kőrisfa. A jasenaki temetőben még a háború előtt is látni lehetett romokat és egy Szent Mihály arkangyalnak szentelt régi templom tornyát.